# 松下敏幸
松下 敏幸（まつした としゆき、Toshiyuki Matsushita、 1957年- ）は、兵庫県生まれでイタリア・クレモナ在住の弦楽器製作者である。

## 経歴
1957年兵庫県朝来市生まれ。1979年より弦楽器製作・修理を志す。1982年にイタリアのクレモナに渡り、Stefano Coniaの工房を得て、Corrado Belli に学ぶ。Francesco Bissolotti から象眼細工（パーフリング／Intarsio）の技術を受ける。1989年からは当地の製作者の主流となっていたアルコールニスの使用からいち早く離れ、オイルニスに着手する。最終的にオールドイタリアン、古典楽器を追求し、それに基づく独自の製作スタイルを完成させた。並行して1982年～87年にロンバルディア州立学校 弦楽器修復過程、および国立クレモナヴァイオリン製作学校を卒業。その後、スイス・チューリッヒの音楽店Musik Hugにてオールド弦楽器の修復を学ぶ。1987年に労働許可を取得し、イタリア・クレモナのミラッツォ通り20番に工房を構える。1998年より国立クレモナヴァイオリン製作学校、マスターコース最終学年に日本人初めてのマエストロ講師として招かれ、生徒の指導にあたっている。
製作された楽器には、アマティ、グァルネリ、アントニオ・ストラディヴァリをはじめとする古典イタリアン弦楽器への深い研究の成果が反映されており、音色の明るさと豊富な倍音の魅力が日本を始め欧米で高い評価を得ており、様々な国際製作コンクールにて上位入賞をしている（詳細は、受賞歴の項を参照）。また、現在までに修理・調整した代表的な楽器は、以下が挙げられる。
- アントニオ・ストラディヴァリ製作＜ヴァイオリン＞ “PARK”　1717年製
- アントニオ・ストラディヴァリ製作＜ヴァイオリン＞　“LEDY LEY”　1713年製
- グァルネリ・デル・ジェズ ＜ヴァイオリン＞　“JEAN BECKER”　1732年製
- ジョゼフ・グァルネリ製作＜チェロ＞　1689年製

1993年および1996年に開催された名器ストラディバリウスのサミットコンサートに、楽器のメンテナンス担当として招待される（同行する）。また、この機会を初めとして各地におけるレクチャー＆コンサートの活動を行う。サミットコンサートにおいてメンテナンスを行なった主な名器は下記の通り。
- アントニオ・ストラディヴァリ製作＜ヴァイオリン＞ “TOSCAN” 1690年製
- アントニオ・ストラディヴァリ製作＜ヴィオラ＞ “MAHLER” 1672年製
- アントニオ・ストラディヴァリ製作＜チェロ＞ “Bonamy Dobree-Suggia” 1717年製

2005年NHKハイビジョン・BS番組『遠くにありてにっぽん人』「ストラディヴァリを越えたい ～イタリア松下敏幸編～」が全国放送。また、2007年には資生堂提供スペシャル番組『美を紡ぐ人 ～今を生きるあなたへ～』がTBSで放送された。

## 受賞歴
| 開催年 | コンクール                                                                                             | 受賞                              | 部門    |
| ------ | --- | --------------------------------- | ------- |
| 1988   | 5th Cremona Triennale Lutherie Competition クレモナ・アントニオ・ストラディヴァリ国際製作コンクール    | Finalist, silver medal            | Violin  |
| 1988   | 5th Cremona Triennale Lutherie Competition クレモナ・アントニオ・ストラディヴァリ国際製作コンクール    | Finalist, silver medal            | Cello   |
| 1994   | 第3回イギリス、マンチェスター開催、RNCMチェロ国際製作コンクール                                        | bronze medal                      | Cello   |
| 1994   | VSA 11th International Competition アメリカ・カリフォルニア開催、VSAヴァイオリン国際製作コンクール     | Certificate of Merit, Workmanship | Cello   |
| 1996   | VSA 12th International Competition アメリカ・ニュー・メキシコ開催、VSAヴァイオリン国際製作コンクール   | Gold Medal                        | Violin  |
| 1998   | VSA 13th International Competition アメリカ・ソルトレイクシティ開催、VSAヴァイオリン国際製作コンクール | Certificate of Merit, Workmanship | Violin  |
| 1998   | VSA 13th International Competition アメリカ・ソルトレイクシティ開催、VSAヴァイオリン国際製作コンクール | Certificate of Merit, Workmanship | Viola   |
| 2000   | VSA 14th International Competition アメリカ・シンシナティ開催、VSAヴァイオリン国際製作コンクール       | Certificate of Merit, Workmanship | Quartet |
| 2003   | 10th Cremona Triennale Lutherie Competition クレモナ・アントニオ・ストラディヴァリ国際製作コンクール   | Honorable Mention                 | Cello   |
| 2004   | 第3回パリ国際弦楽器製作コンクール                                                                      | Special price for sound           | Violin  |
| 2004   | 第3回パリ国際弦楽器製作コンクール                                                                      | Silver Medal                      | Viola   |
| 2006   | 11th Cremona Triennale Lutherie Competition クレモナ・アントニオ・ストラディヴァリ国際製作コンクール   | Silver Medal                      | Viola   |

- String Bridgeのデータベースでは、受賞者の詳細情報が提供されている

## アンタン国際弦楽器・弓製作者協会 会員
”Entente Internationale des Maitres Luthiers et Archetiers d'Art (EILA) : International Society of Violin and Bow Makers アンタン国際弦楽器・弓製作者協会
- 2002年　“EILA”のメンバーに任命される。無量塔蔵六に続き、日本人としては二人目である。
- 2017年　日本代表者に任命される。[3]

## 日本弦楽器製作者協会　会員
弦楽製作者と修理技術者、そしてその関係者や出版社等で組織された非営利の業界団体である「日本弦楽器製作者協会」の、正会員である。

## レクチャー＆コンサートの開催
38年以上にわたるクレモナでの製作活動に裏打ちされた松下敏幸の解釈によるレクチャー、そして松下敏幸が製作した弦楽器やアントニオ・ストラディヴァリなどの名器によるコンサートを各地にて開催している。
- 約500年前の15世紀後半に北イタリアのクレモナで生まれたヴァイオリンをはじめとする弦楽器の製作工程の解説
- アマティ、グァルネリ、アントニオ・ストラディヴァリらの優れた製作者を輩出し弦楽器の製作の聖地となったクレモナという町について
- クレモナの町の歴史的背景や地理的条件から、どのような体系で名工らが製作活動を行っていたのか、彼らの楽器が名器と称される所以などの説明

### 過去のレクチャー＆コンサート
- 2001年　朝来“ささゆりホール”こけら落としコンサート（兵庫県朝来市ささゆりホール）
- 2007年　藤原真理・松下敏幸レクチャーコンサート（高知県立美術館）
- 2008年　音の生まれる時　松下敏幸　レクチャー＆コンサート（京都府：京都芸術センター講堂）
- 2010年　松下敏幸　レクチャー＆コンサート　音を創る〜ストラディバリ、クレモナの伝統を今〜　（愛媛県松山市：ひめぎんホール）[5]
- 2012年　日本音楽財団　ストラディヴァリウスコンサート　（東京都：サントリーホール）[6]
- 2013年　学習院大学史料館講座第70回「音を創る・音をつなぐ」　（東京都：学習院大学史料館）[7]
- 2016年　マエストロ弦楽器制作者 松下敏幸氏講演会　―音を創る―（兵庫県立生野高校）[8]
- 2017年　楽器の話と演奏楽しめる　弦楽器製作者・松下敏幸さん「レクチャー＆コンサート」　（徳島県徳島市：あわぎんホール）｜PICKUPニュース｜徳島新聞[9]
- 2018年　TOKYO STRADIVARIUS FESTIVAL 2018　（東京都：六本木ヒルズ）[10]
- 2023年　松下 敏幸レクチャー＆コンサート　～伝統を継ぐ、音を繋ぐ～　（利府町文化交流センター「リフノス」多目的ホール）[11]

## 鈴木政吉製作のヴァイオリン鑑定
2016年に、鈴木政吉が製作したといわれるヴァイオリンの鑑定に参加した。日本のヴァイオリン製作者で、鈴木バイオリン製造株式会社の創業者である鈴木政吉の工場は、年譜によると1913年に「勅使御差遣の栄誉」とあり、また、1927年に昭和天皇に単独拝謁とある。皇太子は鈴木政吉1926年製のヴァイオリンを高松宮宣仁親王から直接贈られたという。この記録を基に、愛知県立芸術大学音楽学部教授（音楽学）井上さつきが皇太子の厚意でそのヴァイオリンを拝見する機会を受け、松下敏幸がそのヴァイオリンの鑑定に参加し、鈴木政吉円熟期の作品と判定された。

## ディスコグラフィー
- 「HARMONY OF VIOLINS」 ヴァイオリン：浦川宜也、ハープ：田中資子（松下敏幸製作のヴァイオリン3挺と、1731年製アントニオ・ストラディヴァリ、1732年製グァルネリとの聞き比べCD）

## 出演番組・動画
- “遠くにありてにっぽん人”『ストラディヴァリを越えたい』～イタリア松下敏幸編～（NHKハイビジョンBS 2005年放送） [13]
- 資生堂提供スペシャル番組、“美を紡ぐ人～今を生きるあなたへ～”（TBS 2007年放送）
- Exhibition movie_TOKYO STRADIVARIUS FESTIVAL 2018 ‘f’enomenon -ストラディヴァリウス 300年目のキセキ（YouTube 2020/11/04 公開）

## 雑誌掲載
- 2015年2月号 Vol.62 サラサーテ：トピックス　”松下敏幸のクァルテット楽器を貸与”（34ページ）発行：せきれい社[14]
- 2015年2月号 Vol.62 サラサーテ：シリーズ　音の楽しみ　”音楽室と私”（110〜111ページ）発行：せきれい社[15]
- 2017年9月号 家庭画報：「楽器を愛す」特集 第三章 “最高の音を生み出す工房へ”（68〜71ページ）発行：世界文化社　[16]
- 2018年5月2日発売　サラサーテ vl.82 ”追悼 : ジョヴァンニ・バティスタ・モラッシ”　 クレモナで同じ時間を過ごし、その伝統を共に歩んできたマエストロ製作家・松下敏幸により、その生涯についての追想を掲載 [17]

## 製作楽器の音源
YouTubeの家庭画報公式チャンネルより、松下敏幸製作ヴァイオリンで奏でる演奏が視聴できる。使用楽器：松下敏幸 2011年製作「プリマヴェーラ」、演奏：横山令奈。
- 家庭画報2017年9月号「楽器を愛す」　 ヴィヴァルディ「四季」より「春」YouTube より[18]
- 家庭画報2017年9月号「楽器を愛す」　 J.S.バッハ「無伴奏ヴァイオリンのためのパルティータNo.2」YouTube より[19]
- 家庭画報2017年9月号「楽器を愛す」　 マスネ「タイスの瞑想曲」YouTube より[20]